# 二(三氟甲基)二硫
二(三氟甲基)二硫（TFD）是一种二硫醚，化学式为CF3SSCF3，它曾用作熏蒸剂。它是挥发性的液体，吸入剧毒，可引发严重的肺水肿。
它可由二(三氯甲基)二硫和氟化钾反应、三氟甲硫醇四甲基铵和碘反应或三氟甲磺酰氯和三甲基膦反应得到。二硫化碳、四氟化硫、氯气和氟化氢的反应也会产生二(三氟甲基)二硫，但同时会产生二(三氟甲基)三硫。